# Мордухович, Абрам Ильич
Абрам Ильич Мордухович (5 сентября 1922, Смела, Киевская губерния, УССР — 21 апреля 2014, Израиль) — один из наиболее результативных советских командиров орудий дивизионной артиллерии во время Великой Отечественной войны, командир орудия 232-го гвардейского артиллерийского полка 97-й гвардейской Полтавской Краснознаменной дивизии, старший сержант, представлялся к присвоению звания Героя Советского Союза. Почетный гражданин городов Биробиджан и Кладно.

## Биография
Родился 5 сентября 1922 года в городе Смела, ныне центр Смелянского района Черкасской области Украины. Еврей.
В 1933 году с родителями переехал в Биробиджан. Через шесть лет окончил среднюю школу № 1 и поступил во Владивостокский политехнический институт на кораблестроительный факультет. В ноябре 1940 года, со второго курса института, Мордухович призван в РККА
С сентября 1941 года по январь 1942 года воевал на Южном фронте где принимал участие в Донбасско-Ростовской оборонительной операции, затем на Юго-Западном фронте принимал участие в Ростовской оборонительной, Ростовской и Барвенково — Лозовской наступательных операциях, Харьковском сражении 1942 года в ходе которого 13 мая был тяжело ранен. В дальнейшем после выписки из госпиталя в составе Донского фронта принимал участие в оборонительных боях на сталинградском направлении и Сталинградской битве. 28 января 1943 года командир орудия 5-й батареи 2-го дивизиона 903-го артиллерийского полка 343-й стрелковой дивизии командир орудия сержант Мордухович при наступлении нашей пехоты в районе Сталинградского тракторного завода с открытой огневой позиции прямой наводкой уничтожил из своего орудия три блиндажа, два станковых пулемета, мешавших продвижению нашей пехоты, за что был награждён своей первой боевой наградой медалью «За отвагу».
4 мая 1943 года, за проявленную отвагу в боях с немецкими захватчиками, за стойкость, мужество, дисциплину и организованность, за героизм личного состава, 343-я стрелковая дивизия где служит командиром орудия Абрам Мордухович была переименована в 97-ю гвардейскую стрелковую дивизию, которая июля по август 1943 года принимает участие в Курской битве.
Осенью 1943 года в ходе форсирования Днепра советские войска расширили плацдарм на его правом берегу и вышли на подступы к Кировограду. За эти бои Мордухович был награждён второй медалью «За отвагу». В боях за город Кировоград в районе высоты Красный Кут 6 января 1944 года противник бросил в контратаку пехоту и 87 танков с двух направлений, которые двигались прямо на батарею. Подпустив танки на 800 метров, Мордухович открыл огонь по ним. В это время противник обнаружил батарею и открыл ураганный огонь, но, несмотря на это, Мордухович смело продолжал корректировать огонь. Два танка были подбиты, а остальные повернули обратно. Контратака была успешно отбита. За этот бой гвардии сержант Мордухович был награждён орденом Отечественной войны 2-й степени. В 1943 году вступил в ВКП(б).
В марте-апреле 1944 года принимает участие в Уманско-Ботошанской операции, а с июля по август в Львовско-Сандомирской операции.
27 августа 1944 года при отражении контратаки танков и пехоты противника в районе Печеноги (Польша) Мордухович своим орудием с открытой огневой позиции поджег самоходное орудие «Фердинанд». Уничтожил два пулемета и до 20 солдат и офицеров противника, тем самым обеспечил успешное наступление нашей пехоты, за что был награждён орденом Славы 3-й степени.
С января 1945 года принимал участие в Сандомирско-Силезской операции. В боях 24 и 25 января 1945 года при форсировании реки Одер (Германия) и захват плацдарма на левом её берегу, Мордухович под сильным ружейно-пулеметным, артминометным огнем и авиацией противника со своим расчетом первым переправился через реку Одер и занял открытую огневую позицию. Противник, сосредоточив четыре танка и до батальона пехоты, перешел в контратаку. Мордухович лично сам встал у орудия и трижды отбивал ожесточенные контратаки противника, но противник вновь пошел с одним танком на его орудие. Он, рискуя своей жизнью, подпустил танк на расстояние 50 метров и первым выстрелом поджег танк. После отражения всех контратак он выкатил свое орудие вперед пехоты и открыл беглый огонь по отступающему противнику, уничтожив при этом два танка и до 40 солдат и офицеров противника. Тем самым обеспечив успешное форсирование реки Одер и захват плацдарма на западном берегу.
За этот подвиг Мордухович был представлен к присвоению звания Героя Советского Союза, представление было одобрено всеми войсковыми инстанциями. Его подписали командир дивизии полковник Гаран, командующий корпусом генерал-лейтенант Родимцев, командующий артиллерией армии генерал-майор Полуэктов, командующий армией генерал-полковник Жадов, член военного совета генерал-майор Кривулин, однако Военный совет 1-го Украинского фронта не утвердил его и Мордуховича наградили орденом Красного Знамени.

"Во время боя гвардии старший сержант Мордухович подбил из своего орудия какой-то необычный танк. После боя началась суматоха, к ним в полк прибыло высокое начальство. Абрама Мордуховича вызвали к командиру полка.
- Да ты понимаешь, что натворил? — на полном серьезе начал тот распекать «провинившегося» бойца. — Ты же знаменитого немецкого «Тигра» подбил! А он до сих пор считался неуязвимым.
- Да? — поднял густые брови гвардии сержант. — А я его не узнал!.
За этот подвиг на командира орудия начальство оформило представление на звание Героя Советского Союза. Бумаги ушли на утверждение…
Про этот танк Абрам Ильич мне рассказывал:
«Среди танков ползет какой-то большой незнакомый. Лупим по этому танку, а ему хоть бы что. Не берут снаряды. Танк уперся в какое-то препятствие, стал его обходить и повернулся ко мне боком. Тут я и влепил снаряд. Танк загорелся. После боя налетело начальство, оказывается я новый „Тигр“ завалил. Командир представил к Герою, но наверху срезали и получил орден. А танк приписали другому».
— СЛОВО о солдате. Автор Владислав Цап. Биробиджанер Штерн - 24(14494) 22.06.2016
На заключительном этапе войны участвовал в Нижнесилезской, Верхнесилезской, Берлинской и Пражской операциях. В боях в районе Одера, отражая контратаки противника, Мордухович со своим орудием, находясь на открытой огневой позиции в районе высоты 4807, подпустил два танка с автоматчиками на 200 метров к орудию и прямой наводкой поджег их, уничтожив при этом до 30 солдат и офицеров противника. При попытке противника заходом с флангов окружить и уничтожить его орудие он, оставшись вдвоем в расчете, самолично заменив убывшего наводчика, прямой наводкой поджег бронетранспортер и уничтожил до 10 солдат и офицеров противника, за что был награждён вторым орденом Красного Знамени.
Только судя по наградным листам Мордуховича, получается, что на его боевом счету три уничтоженных блиндажа, четыре пулеметные точки, девять танков и самоходок и 100 солдат противника. В листовке, выпущенной армейской газетой «Героический поход», говорится о 14 уничтоженных Мордуховичем единицах бронетехники, 12 машинах и 23 орудиях. Он был награждён одним орденом Славы и тремя орденами более высокими по статуту. Если бы в бою Мордухович подбивал одну-две единицы вражеской бронетехники, то награждался бы орденами Славы, а он подбивал больше, что «тянуло» на более высокие награды.
Формально он не считается ни Героем, ни полным кавалером ордена Славы.
После войны Мордухович вернулся в Биробиджан, с 1946 года работал в средствах массовой информации ЕАО: комитете по телевидению и радиовещанию: редактором, заместителем председателя радиокомитета, а затем возглавил областной радиокомитет, редакциях областных газет «Биробиджанская звезда» и «Биробиджанер штерн». Чтобы повысить свой профессиональный уровень, заочно учился в Хабаровском государственном педагогическом институте на историческом факультете, в Хабаровской высшей партийной школе на отделении журналистики. Старейший журналист Приамурья печатался также в краевых газетах, в публицистических сборниках, выступал на телевидении. Он был членом рабочей группы по выпуску Книги памяти (к 50-летию Великой Победы). Участвовал в выпуске книги «Наш город — наш дом» (об истории Биробиджана).
В конце 1990-х годов переехал жить в Израиль, где скончался 21 апреля 2013 года.

## Награды и звания
- два ордена Красного Знамени (17.05.1945[3], 09.06.1945[4])
- орден Отечественной войны 1-й степени (23.12.1985)[5][6]
- орден Отечественной войны 2-й степени (13.02.1944)[7]
- орден Славы 3-й степени (13.09.1944)[8]
- медали, в том числе:
  - две медали «За отвагу» (03.02.1943[9], 29.10.1943[7])
  - «За оборону Сталинграда» (1943)
  - «За победу над Германией в Великой Отечественной войне 1941—1945 гг.»
  - «За освобождение Праги»
  - «Ветеран труда»
- Почетный гражданин города Биробиджан[1].
- Почетный гражданин города Кладно (Чехословакия, 1945).

## Память
- В городе Биробиджан на фасаде издательского дома «Биробиджан» А. И. Мордуховичу открыта памятная мемориальная доска[10][11].